# Omar Mateen
Omar Mir Seddique Mateen (16 tháng 11 năm 1986 – 12 tháng 6 năm 2016) là một kẻ giết người hàng loạt bằng súng. Anh ta đã giết 49 người và làm 53 người khác bị thương trong vụ xả súng hộp đêm Orlando 2016 tại quán bar đồng tính Pulse ở Orlando, Florida, trước khi bị cảnh sát bắn chết trong một cuộc đấu súng.
Trước khi thực hiện vụ xả súng giết người hàng loạt, Mateen bị FBI điều tra vào năm 2013 và năm 2014. Mateen báo cam kết trung thành của mình vào nhóm chiến binh thánh chiến Hồi giáo Sunni của Nhà nước Iraq và Levant (ISIL) trước khi xả súng giết người hàng loạt.

## Đời tư
Mateen có tên lúc sinh là Omar Mir Seddique ở New York City trong một gia đình cha mẹ là người Afghanistan, cha của anh là người ủng hộ Mujahideen.
Anh đã học Trường trung học Martin County một năm và cũng học Trường trung học St. Lucie West Centennial, nơi một người bạn học cho rằng anh anh ta bị bắt nạt. Anh được cho là có hai bằng khoa học từ Indian River State College, nhận vào năm 2006 và 2007.

## Xả súng và qua đời
Khoảng 2 giờ sáng ngày 12 tháng 6 năm 2016, Mateen bắt đầu xả súng tại hộp đêm đồng tính Pulse ở Orlando, Florida. Có 49 người thiệt mạng, 52 người bị thương, 30 con tin được giải cứu, 1 cảnh sát SWAT bị thương và Mateen bị cảnh sát SWAT tiêu diệt tại chỗ. Đây là vụ tấn công xả súng thảm khốc nhất lịch sử Hoa Kỳ, vụ tấn công chống lại cộng đồng LGBT Mỹ đẫm máu nhất và là vụ khủng bố làm chết nhiều người nhất xảy ra tại Mỹ kể từ sự kiện 11 tháng 9 năm 2001.